# Вавилоняне (пьеса)
«Вавилоняне» (др.-греч. Βαβυλώνιοι) — ранняя комедия древнегреческого драматурга Аристофана, поставленная им в 426 году до н. э. под именем актёра Каллистрата. Заняла на состязании первое место. Текст комедии практически полностью утрачен, сохранился только ряд коротких фрагментов, процитированных более поздними античными авторами(фрг. 1—19).
Известно, что хор в пьесе составляли клеймёные вавилонские пленники (это была явная отсылка к бесправным союзникам Афин). Комедия содержала острую критику афинской внешней политики и отдельных должностных лиц, из-за чего демагог Клеон привлёк Аристофана к суду за оскорбление достоинства афинского народа. В сохранившихся источниках нет данных об исходе дела, но предполагается, что суд встал на сторону ответчика.